# Johannes Marci Bullernæsius
Johannes Marci Bullernæsius, född 1589 i Bollnäs, död 21 oktober 1639 i Simtuna socken, var en svensk präst och riksdagsman.

## Biografi
Johannes Marci Bullernæsius var son till prosten i Bollnäs socken Marcus Nicolai och Anna Persdotter, dotter till Gävles borgmästare Per Andersson Grubb. Han inskrevs vid Uppsala universitet 1607, men fortsatte studierna vid universitet i Tyskland för att promoveras i Uppsala till magister 1619 efter att ha disputerat vid universitetet i Jena. Han var därefter verksam som informator vid Gustav II Adolfs hov och vice pastor vid S:t Nicolai församling i Stockholm. 1620 utsågs han till kyrkoherde i Simtuna socken och blev året därpå kontraktsprost. Hans gravsten i Simtuna kyrka har en text som uppger att han dessutom varit krigspräst.
Bullernæsius var riksdagsman 1634.
Hans hustru var dotter till kyrkoherden i Örberga socken, Andreas Magni. Barnen tog namnet Simming, därav Marcus Simming den äldre, varav en gren sedermera adlades Simmingsköld.